# ブペン・カーカル
ブペン・カーカル（Bhupen Khakhar、1934年3月10日 - 2003年8月8日）は、インドの画家。

## 経歴
ムンバイ出身。ムンバイ大学在学時に美術批評について学んでいるが、絵の作風は自己流のものである。主にインドにおける同性愛者の姿を作品に表している。2000年にプリンス・クラウス賞を受賞した。